# Goudhaantjes (kevers)
De goudhaantjes (Chrysomelinae) vormen een onderfamilie van de keverfamilie der bladkevers (Chrysomelidae).

## Enkele geslachten
- Calligrapha Chevrolat, 1836
- Cecchiniola
- Chrysolina Motschulsky, 1860
- Chrysomela Linnaeus, 1758
- Colaphus
- Colaspidema
- Crosita
- Cyrtonastes
- Cyrtonus
- Entomoscelis Chevrolat, 1836
- Gastrophysa Chevrolat, 1836
- Gonioctena Chevrolat, 1836
- Hydrothassa
- Labidomera Chevrolat, 1836
- Leptinotarsa Chevrolat, 1836
- Linaedea
- Machomena
- Microtheca Stål, 1860
- Oreina
- Phaedon Megerle von Mühlfeld, 1823
- Phratora Chevrolat, 1836
- Plagiodera Chevrolat, 1836
- Prasocuris Latreille, 1802
- Sclerophaedon
- Timarcha Latreille, 1829
- Timarchida
- Trachymela Weise, 1908
- Zygogramma Chevrolat, 1836